# Approssimazione per angoli piccoli

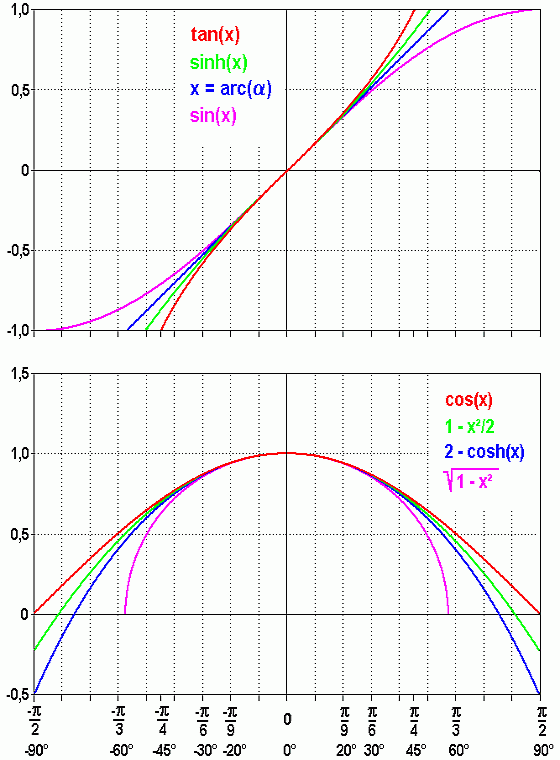
Comportamento simile di alcune funzioni (trigonometriche) per x tendente a 0.

L'approssimazione per angoli piccoli consiste nel semplificare le funzioni trigonometriche di base a funzioni più semplici quando l'angolo è molto piccolo e tende a zero. L'approssimazione si basa sugli sviluppi di Taylor-MacLaurin troncati al secondo ordine. Si ha:
{\displaystyle \sin \theta \sim \theta ,\quad \cos \theta \sim 1-{\frac {\theta ^{2}}{2}},\quad \tan \theta \sim \theta ,}
dove {\displaystyle \theta } è l'angolo in radianti.
Questa approssimazione è utile in molti ambiti di fisica e di ingegneria, tra cui meccanica, elettromagnetismo, ottica, e così via.

## Spiegazione

### Grafica

Figura 1. Paragone tra le funzioni trigonometriche dispari. Si vede che migliora l'approssimazione man mano che l'angolo si avvicina a 0.
Figura 2. Paragone tra la funzione coseno e la funzione 1- θ^2/2. Si vede che migliora l'approssimazione man mano che l'angolo si avvicina a 0.

### Geometrica
La parte in rosso, {\displaystyle d}, è la differenza tra l'ipotenusa {\displaystyle H} e il cateto {\displaystyle A.} Questa differenza è piccola e, poiché {\displaystyle A=H\cos \theta }, si ha che il coseno è molto vicino a 1 e più precisamente
{\displaystyle \cos \theta \sim 1-{\frac {\theta ^{2}}{2}}.}
L'altro cateto, {\displaystyle O}, è circa uguale all'arco in blu, {\displaystyle s}. Per la definizione di radiante, si ha
{\displaystyle \theta ={\frac {s}{A}}\implies s=\theta A.}
Poiché inoltre 
{\displaystyle {\begin{aligned}H&={\frac {O}{\sin \theta }}&\implies \sin \theta ={\frac {O}{H}},\\A&={\frac {O}{\tan \theta }}&\implies \tan \theta ={\frac {O}{A}},\end{aligned}}}
e dalla figura è facile notare come {\displaystyle O\approx s} e {\displaystyle H\approx A}, si giunge dunque alla seguente conclusione.
{\displaystyle \sin \theta ={\frac {O}{H}}\approx {\frac {O}{A}}=\tan \theta ={\frac {O}{A}}\approx {\frac {s}{A}}={\frac {\theta A}{A}}=\theta \implies \sin \theta \sim \tan \theta \sim \theta .}

### Algebrica

Approssimazione per piccoli angoli della funzione seno.

Gli sviluppi in serie di MacLaurin delle funzioni trigonometriche sono i seguenti:
{\displaystyle \sin \theta =\sum _{n=0}^{\infty }(-1)^{n}{\frac {\theta ^{2n+1}}{(2n+1)!}}=\theta -{\frac {\theta ^{3}}{3!}}+{\frac {\theta ^{5}}{5!}}-{\frac {\theta ^{7}}{7!}}+o(\theta ^{8});}
{\displaystyle \cos \theta =\sum _{n=0}^{\infty }(-1)^{n}{\frac {\theta ^{2n}}{(2n)!}}=1-{\frac {\theta ^{2}}{2!}}+{\frac {\theta ^{4}}{4!}}-{\frac {\theta ^{6}}{6!}}+o(\theta ^{7});}
{\displaystyle \tan \theta =\theta +{\frac {\theta ^{3}}{3}}+o(\theta ^{4}).}
Nel primo caso, si nota che già il secondo termine decresce come il cubo del primo; quindi per valori abbastanza vicini a zero, come 0,01, il secondo termine e i successivi diventano molto piccoli, quindi trascurabili:
{\displaystyle \sin(0{,}01)=0{,}01+{\frac {0{,}000001}{3}}\simeq 0{,}01.}
Pertanto, il seno di un angolo piccolo può essere approssimato al primo termine, cioè all'angolo stesso. Lo stesso ragionamento può essere applicato anche al coseno e alla tangente; ne segue che il coseno di un angolo piccolo è circa 1 e la tangente, rapporto tra seno e coseno, per angoli piccoli si comporta come il rapporto tra un angolo e 1; in conclusione, si hanno le seguenti equivalenze asintotiche:
{\displaystyle \sin \theta \sim \theta ,\quad \cos \theta \sim 1,\quad \tan \theta ={\frac {\sin \theta }{\cos \theta }}\sim \sin \theta \sim \theta .}

### Analisi
Si può dimostrare, con il teorema del confronto, che
{\displaystyle \lim _{\theta \to 0}{\frac {\sin \theta }{\theta }}=1,\quad \lim _{\theta \to 0}{\frac {1-\cos \theta }{\theta ^{2}}}={\frac {1}{2}},\quad \lim _{\theta \to 0}{\frac {\tan \theta }{\theta }}=1.}
Allora si può dire che, per {\textstyle \theta \to 0}:
{\displaystyle {\frac {\sin \theta }{\theta }}\sim 1,\quad {\frac {1-\cos \theta }{\theta ^{2}}}\sim {\frac {1}{2}},\quad {\frac {\tan \theta }{\theta }}\sim 1.}
Le precedenti approssimazioni si possono esprimere anche come
{\displaystyle \sin \theta \sim \theta ,\quad \cos \theta \sim 1-{\frac {\theta ^{2}}{2}},\quad \tan \theta \sim \theta .}

## Errori nell'approssimazione

Figura 3. Grafico degli errori relativi dell'approssimazione per angoli piccoli.

La figura 3 mostra gli errori relativi dovuti a questa approssimazione. Gli angoli ai quali l'errore relativo supera l'1% sono i seguenti:
{\displaystyle {\begin{aligned}\sin \theta :\qquad \theta \simeq 0,244{\text{ radianti }}(14^{\circ });\\\cos \theta :\qquad \theta \simeq 0,664{\text{ radianti }}(38^{\circ });\\\tan \theta :\qquad \theta \simeq 0,176{\text{ radianti }}(10^{\circ }).\end{aligned}}}

## Utilizzi specifici

### Moto di un pendolo
L'approssimazione del seno consente di semplificare il calcolo del periodo di un pendolo semplice. Ciò rende il moto del pendolo un moto armonico semplice.